# 大阪府道134号熊野大阪線
大阪府道134号熊野大阪線（おおさかふどう134ごう くまのおおさかせん）は、大阪府豊中市から大阪市北区に至る一般府道である。

## 概要
豊中市熊野町2丁目から大阪市北区南森町1丁目に至る。
大阪府道2号大阪中央環状線（旧道）から分岐するが、起点付近は狭路となっている。200 m程進むと狭路区間は終わり、センターラインのない1.5車線区間になる。豊中市立泉丘小学校、豊中市立第十七中学校を通過、服部緑地北交差点を越えるとセンターラインのある片側1車線の道路となる。服部緑地の横を走り、天井川である高川に接しながら豊中市を抜け、高川を渡り吹田市内に入る。
吹田市内では、江坂町の地先で大阪府道145号豊中吹田線と、蔵人で国道479号（大阪内環状線）と接続。神崎川を渡った後は、大阪市淀川区となる。
ここから先は拡幅され歩道も両側に整備されている。南へとっていたルートが、新大阪駅の少し手前で前触れもなく東へ替わり（府道の案内標識はない）、国道423号（新御堂筋）と交差し、その先ではかつてJR西日本東海道本線と南宮原踏切で交差していたが、2018年（平成30年）11月の東淀川駅橋上駅舎供用開始に伴い、東淀川駅を挟んで北側にあった北宮原踏切とともに廃止された。かつての踏切内の道路は踏切の前後と比較して極端に細くなっていた。また、この踏切は四複線8本の線路を渡るため長かった。
その後は住宅街を通り抜け、阪急京都本線と交差、大阪府立柴島高等学校の南側を通過し、阪急千里線と接する。これより起点方向への一方通行となり、大阪府道・京都府道14号大阪高槻京都線と合流。合流地点では、右折禁止などのため、長柄橋以外からは府道へ入れない。合流後は終点の大阪市北区南森町交差点まで重複区間となる。

### 路線データ
- 起点：大阪府豊中市熊野町2丁目（大阪府道2号大阪中央環状線旧道交点）
- 終点：大阪府大阪市北区南森町1丁目（南森町交差点、国道1号交点、大阪府道・京都府道14号大阪高槻京都線起点、大阪府道102号恵美須南森町線終点）
- 総延長：12.5 km

## 歴史
- 1959年（昭和34年）12月1日 - 大阪府が一般府道として認定。

## 路線状況

### 重複区間
- 大阪府道・京都府道14号大阪高槻京都線（大阪市東淀川区柴島（くにじま）2丁目 - 大阪市北区南森町1丁目・南森町交差点（終点））

### 道路施設

#### 橋梁
- 長柄橋（淀川、大阪市東淀川区 - 大阪市北区、大阪府道・京都府道14号大阪高槻京都線重複区間内）

## 地理

### 通過する自治体
- 大阪府
  - 豊中市 - 吹田市 - 大阪市（淀川区 - 東淀川区 - 北区）

### 交差する道路
| 交差する道路 | 市町村名 | 市町村名 | 交差する場所          | 交差する場所        |
| --- | -------- | -------- | --------------------- | ------------------- |
| 大阪府道2号大阪中央環状線 / 旧道                                                                                          | 豊中市   | 豊中市   | 熊野町2丁目           | 起点                |
| 大阪府道145号豊中吹田線                                                                                                   | 吹田市   | 吹田市   | 江坂町3丁目           |                     |
| 国道479号 / 大阪内環状線                                                                                                  | 吹田市   | 吹田市   | 芳野町                | 蔵人交差点          |
| 国道423号 / 新御堂筋 | 大阪市   | 淀川区   | 宮原2丁目             |                     |
| 大阪府道・京都府道14号大阪高槻京都線 重複区間起点                                                                         | 大阪市   | 東淀川区 | 柴島（くにじま）2丁目 |                     |
| 大阪府道16号大阪高槻線 | 大阪市   | 東淀川区 | 柴島2丁目             | 長柄橋北詰交差点    |
| 大阪市道中津太子橋線 / 城北公園通                                                                                         | 大阪市   | 北区     | 天神橋8丁目           | 天神橋8交差点       |
| 大阪市道大阪環状線 | 大阪市   | 北区     | 天神橋6丁目           | 天神橋6交差点       |
| 一般市道扇町公園南通線 / 扇町通                                                                                           | 大阪市   | 北区     | 扇町1丁目             | 扇町交差点          |
| 国道1号 / 曽根崎通・天神橋筋 国道163号 重複 大阪府道・京都府道14号大阪高槻京都線 重複区間終点 大阪府道102号恵美須南森町線 | 大阪市   | 北区     | 南森町1丁目           | 南森町交差点 / 終点 |

### 交差する鉄道
- Osaka Metro堺筋線
- おおさか東線
- 東海道本線
- 東海道新幹線
- 阪急京都本線
- 阪急千里線
- 大阪環状線

### 沿線
- 豊中市立泉丘小学校
- 豊中市立第十七中学校
- 服部緑地
- 大阪市立北中島小学校
- 大阪府立東淀川高等学校
- JR西日本東海道本線 東淀川駅
- 大阪市立啓発小学校・中島中学校
- 阪急京都本線 崇禅寺駅
- 柴島浄水場
- 阪急千里線 柴島駅
- 阪急千里線・Osaka Metro堺筋線 天神橋筋六丁目駅
- JR西日本大阪環状線 天満駅
- Osaka Metro堺筋線 扇町駅
- 関西テレビ放送
- JR西日本東西線 大阪天満宮駅
- Osaka Metro谷町線・Osaka Metro堺筋線 南森町駅